# 国際チャレンジデー
国際チャレンジデー（こくさいチャレンジデー、World Challenge Day）とは、毎年5月の最終水曜日に世界各地で開催されるスポーツ交流イベントである。

## 概要
人口規模が同程度の自治体間で午前0時から午後9時までに15分以上なんらかのスポーツ活動を行った住民の参加率を競う。1対1で争われるが、平行して人口規模別のカテゴリー毎の参加率でも争われる。

## 起源
1983年にカナダのスポーツ振興組織「パーティシパクション」が主導し、カナダ国内の50の市町村で実施された。1990年には国際的なイベントになり、1992年から国際スポーツ・フォア・オール協議会 (旧国際トリム・フィットネス生涯スポーツ協議会、略称: TAFISA) が主催するようになった。2015年は日本から大分県豊後大野市と鹿児島県肝属郡南大隅町が参加し、豊後大野市は参加率51.2%でカテゴリー2（人口20,000人-100,000人）の参加14自治体中2番目、南大隅町は参加率57.2%でカテゴリー1（人口20,000人未満）の参加12自治体中3番目の成績だった。

## 日本国内での展開
日本では笹川スポーツ財団が国内大会の主催と国際大会のコーディネートを担当しており、国内大会は「チャレンジデー」として市・特別区・町・村単位での参加を募って実施している。国内大会には「敗れた場合には、対戦自治体の市町村旗を1週間庁舎のメインポールに掲揚し相手に敬意を表する」という独自ルールがある。2016年（5月25日に開催）の参加自治体数は128（68市47町13村）。